# 200 mètres 4 nages masculin aux Jeux olympiques d'été de 2020
Navigation
Rio 2016 Paris 2024
Le 200 m 4 nages hommes est une épreuve des Jeux olympiques d'été de 2020 qui a eu lieu entre les 28 et 30 juillet au Centre aquatique olympique de Tokyo.

## Records
Avant cette compétition, les records dans cette discipline étaient :
| Record du monde  | 1:54.00 | Ryan Lochte    | 28 juillet 2011 | Shanghai, Chine |
| Record olympique | 1:54.23 | Michael Phelps | 15 août 2008    | Pékin, Chine    |

## Programme
L'épreuve de 200 m 4 nages se déroule pendant trois jours consécutifs suivant le programme suivant :
Tous les horaires correspondent à l'UTC+9
| Date                     | Horaire    | Manche       |
| ------------------------ | ---------- | ------------ |
| Mercredi 28 juillet 2021 | 19 h 54 00 | Séries       |
| Jeudi 29 juillet 2021    | 12 h 08    | Demi-finales |
| Vendredi 30 juillet 2021 | 11 h 16    | Finale       |

## Médaillés
| Or        | Argent       | Bronze             |
| Wang Shun | Duncan Scott | Jérémy Desplanches |

## Résultats

### Séries
Les seize meilleurs nageurs se qualifient pour les demi-finales.
| Rang | Série | Ligne | Nom                  | Nationalité      | Temps   | Remarques |
| ---- | ----- | ----- | -------------------- | ---------------- | ------- | --------- |
| 1    | 6     | 4     | Michael Andrew       | États-Unis       | 1:56.40 | Q         |
| 2    | 6     | 3     | Jérémy Desplanches   | Suisse           | 1:56.89 | Q         |
| 3    | 6     | 1     | Lewis Clareburt      | Nouvelle-Zélande | 1:57.27 | Q, NR     |
| 4    | 5     | 3     | Chase Kalisz         | États-Unis       | 1:57.38 | Q         |
| 5    | 6     | 2     | Kosuke Hagino        | Japon            | 1:57.39 | Q         |
| 5    | 6     | 5     | Duncan Scott         | Grande-Bretagne  | 1:57.39 | Q         |
| 7    | 5     | 5     | Wang Shun            | Chine            | 1:57.42 | Q         |
| 8    | 5     | 6     | Alberto Razzetti     | Italie           | 1:57.46 | Q         |
| 9    | 4     | 4     | Mitch Larkin         | Australie        | 1:57.50 | Q         |
| 10   | 4     | 7     | László Cseh          | Hongrie          | 1:57.51 | Q         |
| 11   | 4     | 5     | Hugo González        | Espagne          | 1:57.61 | Q         |
| 12   | 3     | 7     | Tomoe Zenimoto Hvas  | Norvège          | 1:57.64 | Q, NR     |
| 13   | 4     | 3     | Philip Heintz        | Allemagne        | 1:57.72 | Q         |
| 14   | 5     | 2     | Andrey Zhilkin       | ROC              | 1:57.94 | Q         |
| 15   | 4     | 2     | Matthew Sates        | Afrique du Sud   | 1:58.08 | Q         |
| 16   | 5     | 4     | Daiya Seto           | Japon            | 1:58.15 | Q         |
| 17   | 4     | 1     | Finlay Knox          | Canada           | 1:58.29 |           |
| 18   | 5     | 1     | Léon Marchand        | France           | 1:58.30 |           |
| 19   | 6     | 7     | Caio Pumputis        | Brésil           | 1:58.36 |           |
| 20   | 6     | 6     | Hubert Kós           | Hongrie          | 1:58.47 |           |
| 21   | 4     | 8     | Gabriel Lopes        | Portugal         | 1:58.56 |           |
| 22   | 3     | 4     | Brendon Smith        | Australie        | 1:58.57 |           |
| 23   | 3     | 6     | Jacob Heidtmann      | Allemagne        | 1:58.80 |           |
| 24   | 5     | 8     | Andreas Vazaios      | Grèce            | 1:58.84 |           |
| 25   | 2     | 5     | Vinicius Lanza       | Brésil           | 1:58.92 |           |
| 26   | 4     | 6     | Qin Haiyang          | Chine            | 1:58.95 |           |
| 26   | 3     | 1     | Ron Polonsky         | Israël           | 1:58.95 |           |
| 28   | 6     | 8     | Alexis Santos        | Portugal         | 1:59.32 |           |
| 29   | 3     | 5     | Maxim Stupin         | ROC              | 1:59.39 |           |
| 30   | 2     | 1     | Arjan Knipping       | Pays-Bas         | 1:59.44 | NR        |
| 30   | 2     | 4     | Gal Cohen Groumi     | Israël           | 1:59.44 |           |
| 32   | 3     | 8     | Bernhard Reitshammer | Autriche         | 1:59.56 |           |
| 33   | 3     | 3     | Danas Rapšys         | Lituanie         | 1:59.90 |           |
| 34   | 5     | 7     | Joe Litchfield       | Grande-Bretagne  | 2:00.11 |           |
| 35   | 2     | 6     | Apóstolos Papastámos | Grèce            | 2:00.38 |           |
| 36   | 2     | 7     | Tomas Peribonio      | Équateur         | 2:00.62 |           |
| 37   | 3     | 2     | Wang Hsing-hao       | Taipei chinois   | 2:00.72 |           |
| 38   | 2     | 2     | José Ángel Martínez  | Mexique          | 2:01.34 |           |
| 39   | 2     | 8     | Jarod Arroyo         | Porto Rico       | 2:01.92 |           |
| 40   | 1     | 3     | Tyler Christianson   | Panama           | 2:02.70 | NR        |
| 41   | 1     | 6     | Munzer Kabbara       | Liban            | 2:03.08 | NR        |
| 42   | 2     | 3     | Raphaël Stacchiotti  | Luxembourg       | 2:03.17 |           |
| 43   | 1     | 4     | Keanan Dols          | Jamaïque         | 2:04.29 |           |
| 44   | 1     | 5     | Christoph Meier      | Liechtenstein    | 2:04.34 |           |
| 45   | 1     | 2     | Tasi Limtiaco        | Micronésie       | 2:07.69 |           |

### Demi-finales
Les huit meilleurs nageurs se qualifient pour la finale.
| Rang | Série | Ligne | Nom                 | Nationalité      | Temps   | Remarques |
| ---- | ----- | ----- | ------------------- | ---------------- | ------- | --------- |
| 1    | 2     | 6     | Wang Shun           | Chine            | 1:56.22 | Q         |
| 2    | 1     | 3     | Duncan Scott        | Grande-Bretagne  | 1:56.69 | Q         |
| 3    | 1     | 8     | Daiya Seto          | Japon            | 1:56.86 | Q         |
| 4    | 2     | 4     | Michael Andrew      | États-Unis       | 1:57.08 | Q         |
| 5    | 1     | 4     | Jérémy Desplanches  | Suisse           | 1:57.38 | Q         |
| 6    | 2     | 3     | Kosuke Hagino       | Japon            | 1:57.47 | Q         |
| 7    | 2     | 5     | Lewis Clareburt     | Nouvelle-Zélande | 1:57.55 | Q         |
| 8    | 1     | 2     | László Cseh         | Hongrie          | 1:57.64 | Q         |
| 9    | 1     | 6     | Alberto Razzetti    | Italie           | 1:57.70 |           |
| 10   | 2     | 2     | Mitch Larkin        | Australie        | 1:57.80 |           |
| 11   | 2     | 7     | Hugo González       | Espagne          | 1:57.96 |           |
| 12   | 1     | 5     | Chase Kalisz        | États-Unis       | 1:58.03 |           |
| 13   | 2     | 1     | Philip Heintz       | Allemagne        | 1:58.13 |           |
| 14   | 2     | 8     | Matthew Sates       | Afrique du Sud   | 1:58.75 |           |
| 15   | 1     | 1     | Andrey Zhilkin      | ROC              | 1:59.05 |           |
| 16   | 1     | 7     | Tomoe Zenimoto Hvas | Norvège          | 2:00.21 |           |

### Finale
Wang Shun remporte la finale du 200 m 4 nages.
| Rang | Ligne | Nom                | Nationalité      | Temps   | Remarques |
| ---- | ----- | ------------------ | ---------------- | ------- | --------- |
| 1    | 4     | Wang Shun          | Chine            | 1:55.00 | AR        |
| 2    | 5     | Duncan Scott       | Grande-Bretagne  | 1:55.28 | NR        |
| 3    | 2     | Jérémy Desplanches | Suisse           | 1:56.17 | NR        |
| 4    | 3     | Daiya Seto         | Japon            | 1:56.22 |           |
| 5    | 6     | Michael Andrew     | États-Unis       | 1:57.31 |           |
| 6    | 7     | Kosuke Hagino      | Japon            | 1:57.49 |           |
| 7    | 8     | László Cseh        | Hongrie          | 1:57.68 |           |
| 8    | 1     | Lewis Clareburt    | Nouvelle-Zélande | 1:57.70 |           |